# Stazione meteorologica di Sulmona
La stazione meteorologica di Sulmona è la stazione meteorologica di riferimento relativa alla città di Sulmona.

## Coordinate geografiche
La stazione meteorologica si trova nell'area climatica dell'Italia centrale, in cui è compreso l'intero territorio regionale della Regione Abruzzo, in provincia dell'Aquila, nel comune di Sulmona, a 400 metri s.l.m. ed alle coordinate geografiche 42°03′N 13°54′E.

## Dati climatologici
In base alla media trentennale di riferimento 1961-1990, la temperatura media del mese più freddo, gennaio, si attesta a +3,9 °C; quella del mese più caldo, agosto, è di +23,6 °C.
| Sulmona            | Mesi | Mesi | Mesi | Mesi | Mesi | Mesi | Mesi | Mesi | Mesi | Mesi | Mesi | Mesi | Stagioni | Stagioni | Stagioni | Stagioni | Anno |
| Sulmona            | Gen  | Feb  | Mar  | Apr  | Mag  | Giu  | Lug  | Ago  | Set  | Ott  | Nov  | Dic  | Inv      | Pri      | Est      | Aut      | Anno |
| ------------------ | ---- | ---- | ---- | ---- | ---- | ---- | ---- | ---- | ---- | ---- | ---- | ---- | -------- | -------- | -------- | -------- | ---- |
| T. max. media (°C) | 7,9  | 10,3 | 14,1 | 18,7 | 23,5 | 28,4 | 31,5 | 31,7 | 26,5 | 19,6 | 13,9 | 9,7  | 9,3      | 18,8     | 30,5     | 20,0     | 19,7 |
| T. min. media (°C) | −0,1 | 0,6  | 3,3  | 6,6  | 10,2 | 13,9 | 15,5 | 15,5 | 13,0 | 8,7  | 5,4  | 1,8  | 0,8      | 6,7      | 15,0     | 9,0      | 7,9  |